# Walter Föckersperger
Die Walter Föckersperger GmbH (kurz Foeck, Eigenschreibweise FOECK) ist ein deutsches Maschinenbau-Unternehmen mit Sitz in Pauluszell bei Landshut. Es bezeichnet sich als Weltmarktführer im Bereich des grabenlosen Verlegens von Rohren und Kabeln. Nach Unternehmensangaben werden jährlich rund 4.000 Kilometer Kabel mit Hilfe der Foeck-Maschinen verlegt.
Das Unternehmen wird seit 1994 von Walter Föckersperger jun. geführt. Sein Bruder Bernhard Föckersperger leitet seit 2011 die Planung und Geschäftsprozesse.

## Geschichte
Im Jahr 1931 eröffnete Georg Föckersperger (1904–1977) ein Handelsgeschäft mit Reparatur-Werkstätte für
Landmaschinen, Fahrzeuge und Fahrräder. Neben dem Alltagsgeschäft befasste sich Föckersperger schon früh mit der Entwicklung neuer Maschinenkomponenten. So meldete er 1942 ein Patent für ein Rückschlagventil für einen hydraulischen Widder an. Zusammen mit seinem Sohn Walter begann er 1958 mit der Entwicklung von Verlegepflügen und Seilwindenzugfahrzeugen. 1967 übernahm Walter Föckersperger die Geschäftsführung und nach dem Tod des Vaters wurde 1978 die Walter Föckersperger GmbH gegründet. 1994 trat der Sohn von Föckersperger, Walter jun. in das Unternehmen ein.

## Produkte
Die Verlegesysteme des Familienunternehmens bestehen aus den Zugmaschinen Foeck Crawler, Foeck Truck und dem Verlegepflug Foeck Plough.  Alle Foeck-Spezialmaschinen werden in Deutschland entwickelt und gefertigt. Die Fertigungstiefe liegt bei über 90 %. Eckdaten der Maschinen sind eine Verlegeleistung bis 10.000 Meter pro Tag bei maximal 630 Millimeter Rohrdurchmesser.
Die Seilwindenzugmaschinen des Verlegesystems verfügen über eine Zugkraft bis zu 90 Tonnen. Durch den Einsatz einer Umlenkrolle und Verwendung von zwei Zugmaschinen sind in einem System Zugkräfte bis zu 380 Tonnen möglich. Dadurch ist in der Regel nur ein Arbeitsgang erforderlich.
Zudem eignen sich die Zugfahrzeuge und Verlegepflüge für fast alle Bodenarten. Die Maschinen sind auch auf weichen Böden, wie in Moorgebieten oder im Watt, sowie auf felsigen Böden einsetzbar. Außerdem können die Verlegepflüge noch in einer Wassertiefe von 1,8 Metern Kabel und Rohre verlegen.

Produkte (Auswahl)
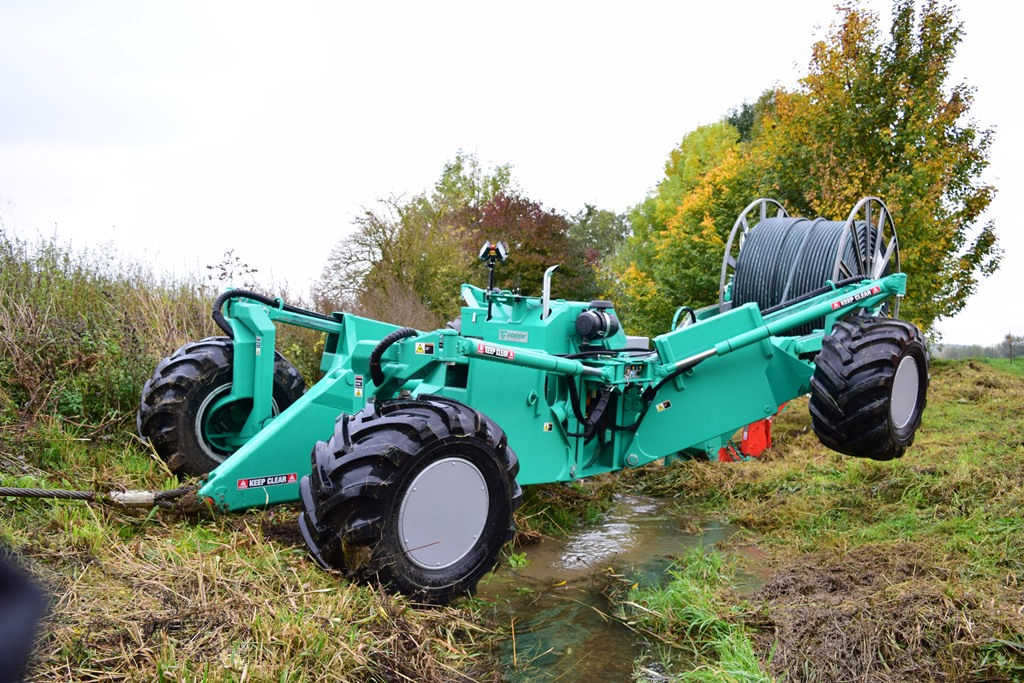
Der Plough FSP 6 – ein Kabelpflug mit Funkfernbedienung
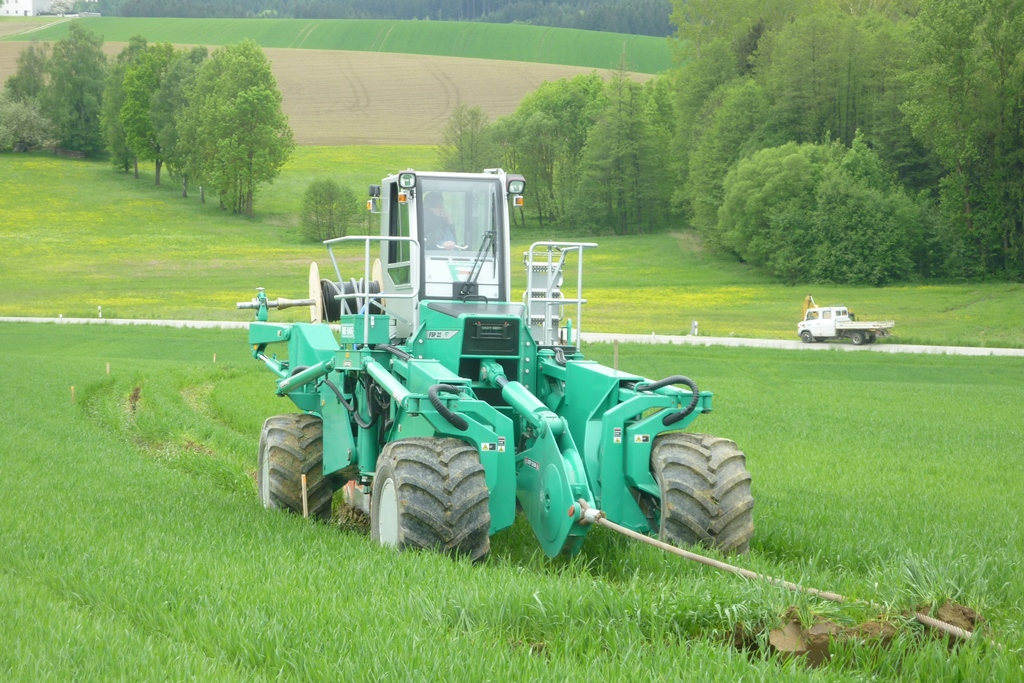
Der Plough FSP 22 verlegt mehrere Kabel / Rohre mit Warnbändern, Blitzschutz und Abdeckbändern in einem Arbeitsgang.
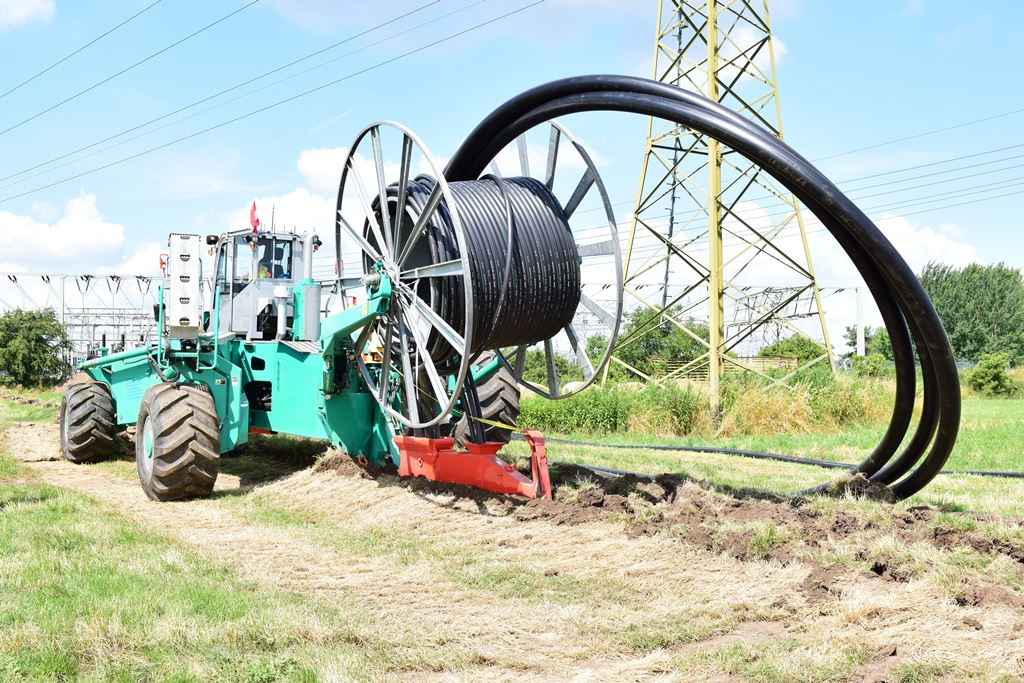
Der Plough FSP 220 ist ein Verlegepflug für große Zugkräfte
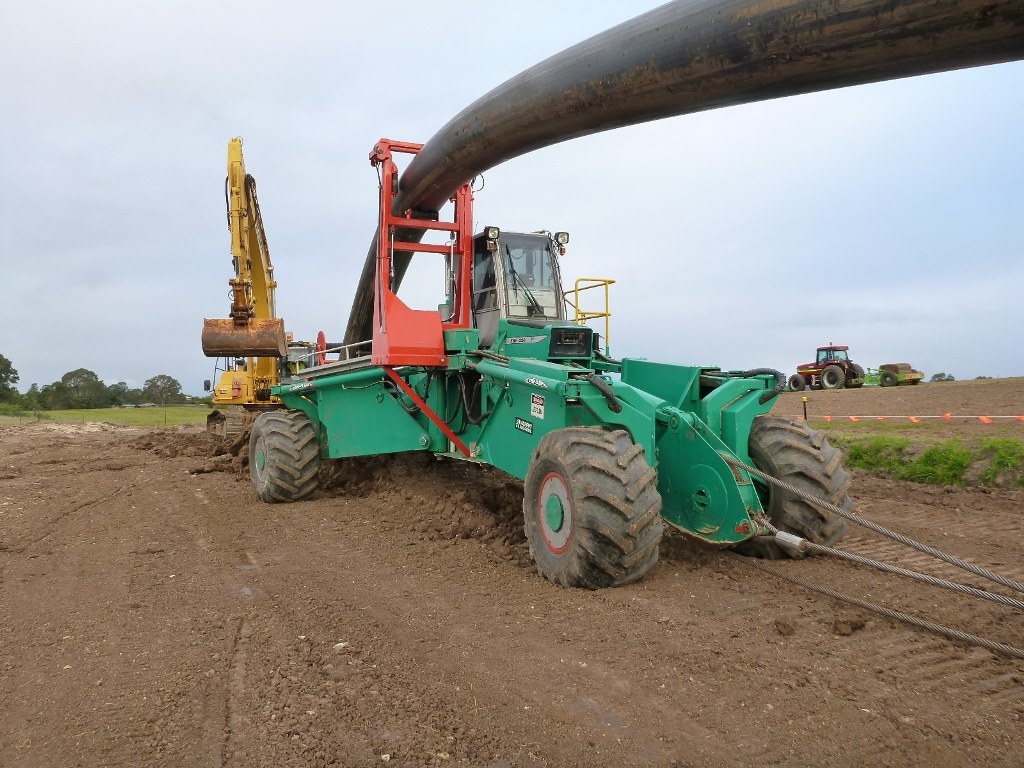
Der Plough FSP 280 verfügt über ein kraftvolles Doppelzugpendel für eine maximale Zugkraft von 360 Tonnen.
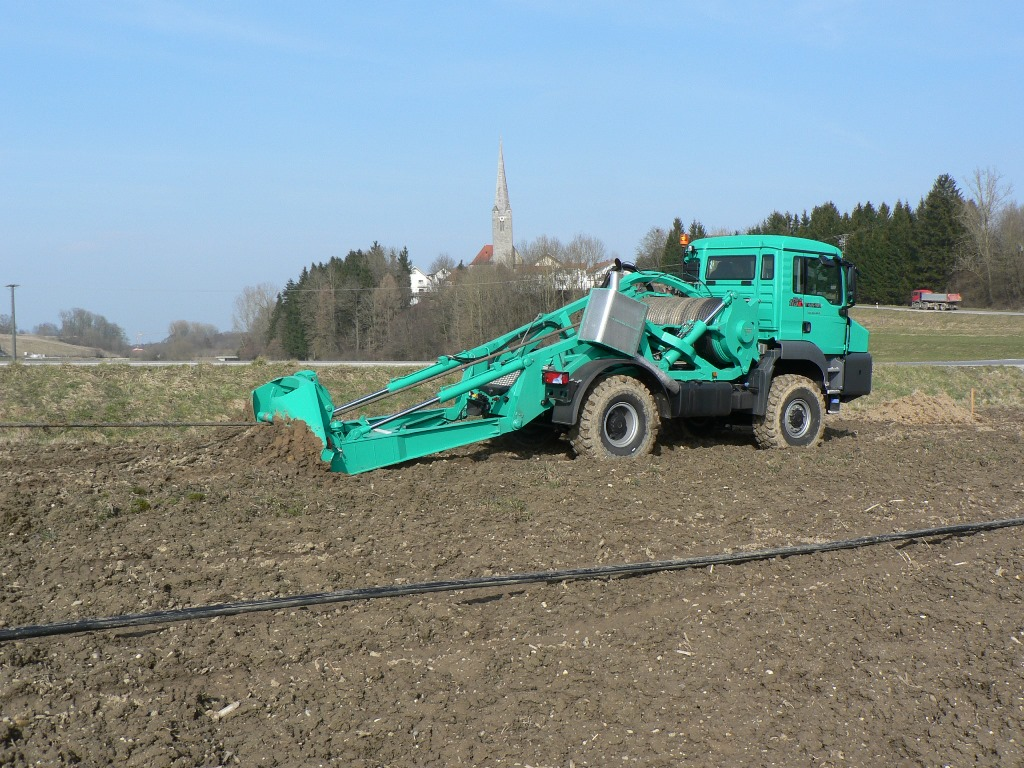
Der Truck FWF 80 ist ein flexibles Seilwindenfahrzeug auf Basis des MAN TGS für das Ziehen der Foeck-Verlegepflüge.
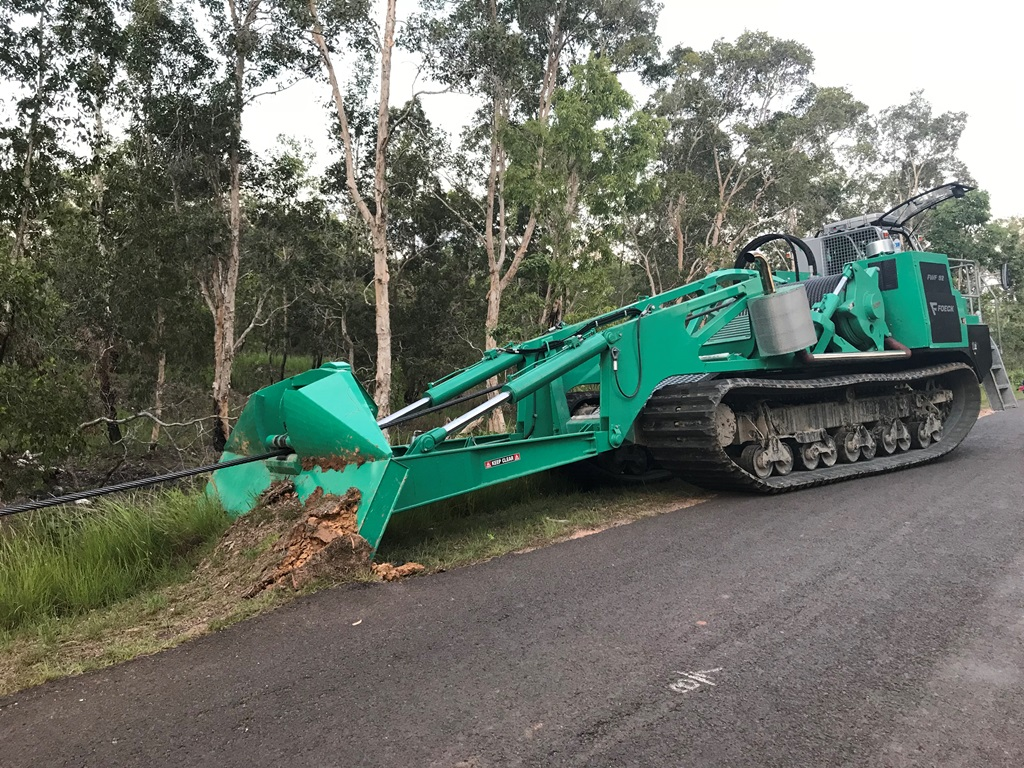
Der Crawler FWF 92 gilt das weltweit stärkste mobile Seilwindenzugfahrzeug.

## Auszeichnungen
Walter Föckersperger sen. wurde durch die Erfindung des Foeck-Verlegesystems, das die Verlegung von Wasser- und Abwasserrohren, Stromleitungen etc. mit erheblich reduziertem Kosten- und Zeitaufwand, vor allem aber in einem umweltschonenden Verfahren durchführt, 1993 mit der Bayerischen Staatsmedaille für Verdienste um Umwelt und Gesundheit des Bayerischen Staatsministeriums für Landesentwicklung und Umweltfragen ausgezeichnet.
Weitere Auszeichnungen des Unternehmens:
- Innovationspreis der Volks- und Raiffeisenbanken (1991)
- Rudolf-Diesel-Medaille in Silber (1993)
- Auszeichnung des 1997 entwickelten Raumlüftungsverfahrens rollaLUFT mit dem Bayerischen Staatspreis und mit dem Energiepreis durch Staatsminister Otto Wiesheu (2004)
- Auszeichnung als Top 100 Innovator durch Ranga Yogeshwar (2015)[5]